# Jan Kaczmarek (1920–2011)
Jan Marian Kaczmarek (ur. 2 lutego 1920 w Pabianicach, zm. 18 października 2011 w Le Chesnay) – polski inżynier, prof. dr hab., rektor Politechniki Krakowskiej, członek rzeczywisty Polskiej Akademii Nauk, poseł na Sejm PRL VI i IX kadencji, przewodniczący Komitetu Nauki i Techniki (1968–1972) oraz minister nauki szkolnictwa wyższego i techniki (1972–1974), honorowy obywatel Pabianic. Budowniczy Polski Ludowej.

## Życiorys

### Młodość i lata wojenne
Jeden z dwojga synów Władysława Kaczmarka i Zofii z domu Wiedeńskiej. Ukończył Szkołę Podstawową nr 3 i Państwowe Gimnazjum im. Jędrzeja Śniadeckiego w Pabianicach. Równolegle z nauką gimnazjalną uzyskał uprawnienia pilota szybowcowego (1936) i motorowego (1937). 18 maja 1938 zdał egzamin maturalny. Wkrótce po rozpoczęciu studiów na Wydziale Chemicznym Politechniki Warszawskiej został skierowany do Szkoły Podchorążych Rezerwy Lotnictwa w Radomiu-Sadkowie (filii Wyższej Szkoły Oficerskiej Sił Powietrznych w Dęblinie) celem odbycia obowiązkowej służby wojskowej. Również jako pilot walczył w wojnie obronnej w 1939. W latach 1940–1945 działał w ruchu oporu, w Związku Walki Zbrojnej na Litwie (do 1942), a później w Armii Krajowej w Generalnym Gubernatorstwie.

### Okres krakowski
Po zakończeniu II wojny światowej studiował budowę i eksploatację maszyn na Wydziale Technologii Lotniczej Akademii Górniczo–Hutniczej w Krakowie, gdzie 8 grudnia 1948 uzyskał tytuł magistra inżyniera. W latach 1957–1968 był dyrektorem krakowskiego Instytutu Obróbki Skrawaniem, w którym stworzył cztery zakłady doświadczalne (w Krakowie, Wadowicach, Rzeszowie i Radomiu). Pracował jako nauczyciel akademicki w Katedrze Obróbki Metali Politechniki Krakowskiej, której został kierownikiem. Doktorat obronił w 1958, a habilitację w 1962. W tym samym roku otrzymał tytuł profesora nadzwyczajnego AGH. W 1965 został członkiem korespondencyjnym Polskiej Akademii Nauk. W latach 1966–1968 był prorektorem, a następnie rektorem Politechniki Krakowskiej.
Od 1947 był członkiem Związku Zawodowego Metalowców, od 1957 do 1964 zasiadał w plenum jego Zarządu Głównego. W latach 1951–1960 był członkiem  Wojewódzkiej Komisji Związków Zawodowych, a od 1954 Centralnej Rady Związków Zawodowych.

### Okres warszawski

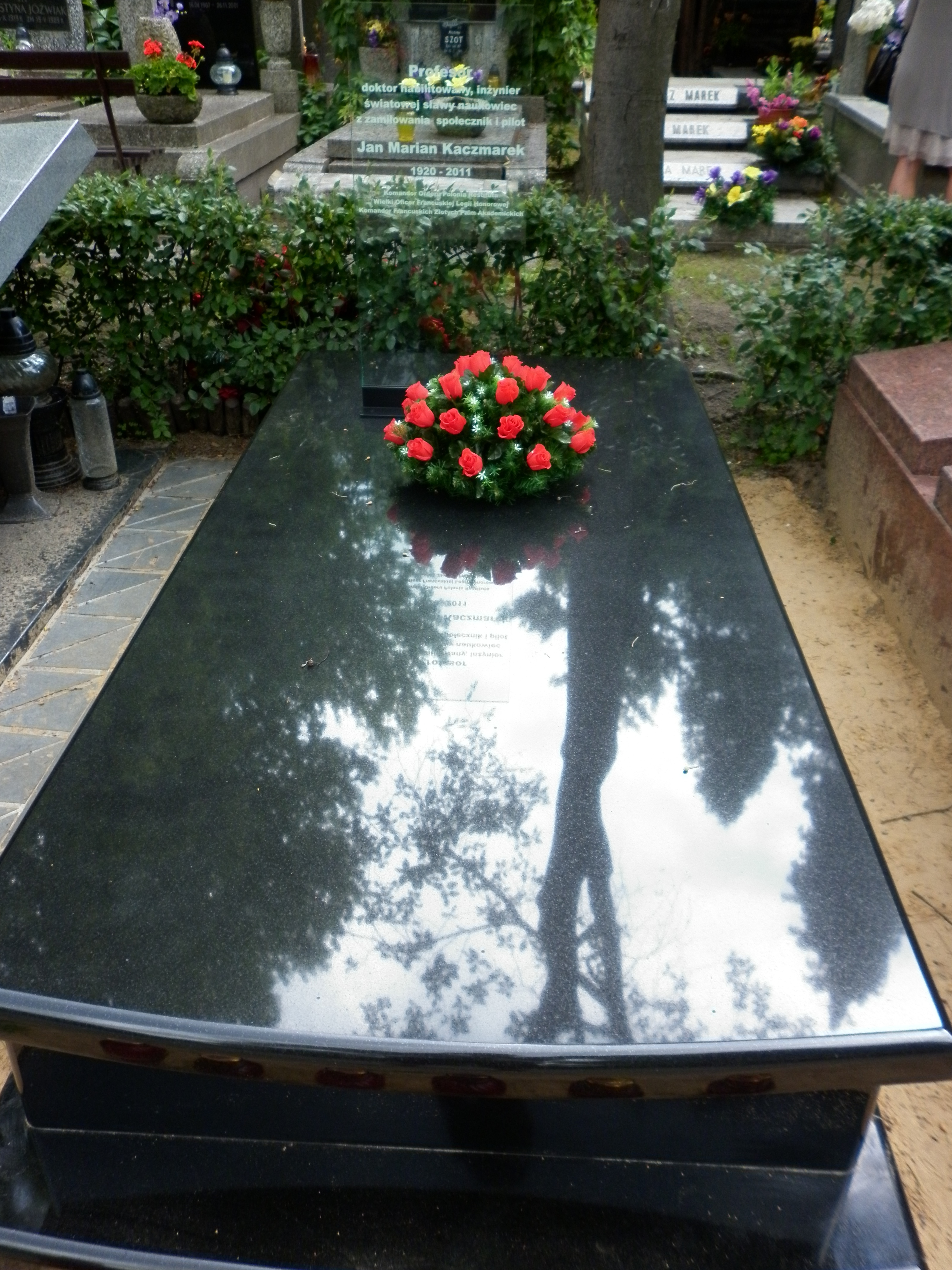
Grób Jana Mariana Kaczmarka na Cmentarzu Wojskowym na Powązkach, 23 czerwca 2012

Od 22 grudnia 1968 był przewodniczącym Komitetu Nauki i Techniki w czwartym rządzie Józefa Cyrankiewicza oraz rządzie Józefa Cyrankiewicza i Piotra Jaroszewicza – wprowadził system krajowych programów badawczo-rozwojowych, rozwijał kontakty nauki polskiej z nauką krajów ówczesnych krajów zachodnich. W 1971 został członkiem rzeczywistym PAN i podjął pracę w Instytucie Podstawowych Problemów Techniki PAN. Tytuł profesora zwyczajnego otrzymał w 1972. W listopadzie 1973 został prezesem Międzynarodowego Stowarzyszenia Naukowego Technologii Mechanicznej. W latach 1972–1974 stanął na czele nowo utworzonego Ministerstwa Nauki, Szkolnictwa Wyższego i Techniki. Przez trzy kadencje (od 1972 do 1980) pełnił funkcję sekretarza naukowego Polskiej Akademii Nauk. Zajmował się m.in. budową i uruchomieniem polskiej stacji badawczej na Antarktydzie oraz programem rozbudowy Stacji Naukowych PAN w Paryżu, Rzymie, Wiedniu, Moskwie, Londynie i Madrycie). W latach 1972–1976 był przewodniczącym Rady Głównej Naczelnej Organizacji Technicznej, w okresie 1984–1990 jej prezesem, a od 2010 honorowym prezesem NOT.
Od 1949 był członkiem Stowarzyszenia Inżynierów i Techników Mechaników Polskich. W latach 1980–1987 był jego prezesem, a od 1998 honorowym prezesem. Równolegle, przez okres od 1978 do 1990, pozostawał na stanowisku kierownika Zakładu Układów Mechanicznych Instytutu Podstawowych Problemów Techniki Polskiej Akademii Nauk w Warszawie.
Zmarł w wieku 91 lat w Paryżu, gdzie przebywał na leczeniu. Został pochowany w asyście Kompanii Honorowej Wojska Polskiego w Alei Zasłużonych Cmentarza Wojskowego na Powązkach w Warszawie (kwatera A29-tuje-7).

### Działalność społeczna i polityczna
Należał od 1962 do Polskiej Zjednoczonej Partii Robotniczej. W latach 1965–1966 był zastępcą członka plenum, a od 1967 do 1968 członkiem plenum oraz przewodniczącym komisji nauki Komitetu Wojewódzkiego partii w Krakowie. W latach 1971–1975 był członkiem Komitetu Centralnego PZPR, a następnie do 1981 zasiadał w Centralnej Komisji Rewizyjnej partii.
Był radnym dzielnicy Kraków-Zwierzyniec. W latach 1972–1976 i 1985–1989 pełnił mandat posła na Sejm PRL VI i IX kadencji. Brał udział w obradach Okrągłego Stołu w zespole do spraw gospodarki i polityki społecznej. Angażował się również w rodzinnym mieście w działalność Towarzystwa Przyjaciół Pabianic, którego honorowe członkostwo otrzymał w 1980. W latach 1986–1988 członek Społecznego Komitetu Odnowy Starego Miasta Zamościa.  

## Dorobek naukowy
W swoich badaniach naukowych zajmował się technologią maszyn, teorią obróbki warstw wierzchnich metodą wiórową, ścierną i erozyjną, jak i technologiami implantacji laserowej oraz jonami gazów szlachetnych. Podręcznik Principles of Machining by Cutting, Abrasion and Erosion został określony przez amerykańską National Academy of Engineering jako „mający wartość ponadczasową”. Poza tym był autorem ponad 14 monografii i książek oraz 200 publikacji w czasopismach krajowych i zagranicznych.
Opatentował 11 wynalazków, wykorzystywanych w praktyce.
Wypromował 29 doktoratów z zakresu nauk technicznych. 12 spośród jego uczniów zostało profesorami (w Polsce, Kanadzie i w Stanach Zjednoczonych).

## Wyróżnienia i odznaczenia

### Doktoraty honoris causa
- Doktorat honoris causa Technische Universität w Chemnitz (1973)[9]
- Doktorat honoris causa Moskiewskiego Państwowego Uniwersytetu Technicznego w Moskwie (1974)[9]
- International Institute for Applied Systems Analysis, Austria, 1993
- Doktorat honoris causa Politechniki Poznańskiej (2001)[9]
- Doktorat honoris causa Politechniki Koszalińskiej (2003)[9][10]

### Członkostwa akademii
- Polska Akademia Nauk (1965)
- National Academy of Engineering, Stany Zjednoczone (1977) – jako pierwszy i dotąd jedyny Polak
- Bułgarska Akademia Nauk (1977)
- L'Académie royale des sciences, des lettres et des beaux-arts de Belgique (1978)
- Polska Akademia Umiejętności (1989)
- Akademia Inżynierska w Polsce (1992 – członek czynny, 1999 – członek honorowy)
- Central Europe Academy of Sciences and Arts (1998)
- Honorary Scholar – International Institute of Applied Systems Analysis w Laxenburgu (1993)[9]

### Medale akademickie
- Złoty Medal im. M. Drinova – Bułgarskiej Akademii Nauk (Bułgaria, 1969)
- Medal Francji „Złote Palmy Akademickie” (Francja, 1972)[5]
- Medal im. Mikołaja Kopernika przyznawany przez Polską Akademię Nauk (1977)[9]

### Odznaczenia
- Order Budowniczych Polski Ludowej (1980)[11][12]
- Krzyż Komandorski Orderu Odrodzenia Polski (1974)[9]
- Krzyż Oficerski Orderu Odrodzenia Polski[5]
- Krzyż Kawalerski Orderu Odrodzenia Polski (1962)[5]
- Złoty, Srebrny i Brązowy Krzyż Zasługi[13]
- Medal Komisji Edukacji Narodowej[13]
- Złoty Medal „Za zasługi dla obronności kraju” (1973)[14]
- Odznaka honorowa „Za zasługi w rozwoju województwa koszalińskiego” (1973)[15]
- Wielki Oficer Orderu Legii Honorowej (1972)[9][7]
- Komandor Orderu Palm Akademickich[9][7]
- Medal im. Mikołaja Kopernika Polskiej Akademii Nauk (1986)[16]

Za całokształt działalności naukowej i technicznej otrzymał tytuł Honorowego Obywatela Miasta Pabianice (2002).